# Maladjusted
Maladjusted é o sexto álbum de estúdio do cantor britânico Morrissey. Foi lançado em agosto de 1997 tendo atingido a 8.ª posição na parada do Reino Unido. Teve como singles "Alma Matters", "Roy's Keen" e "Satan Rejected My Soul".

## Recepção crítica
| Críticas profissionais | Críticas profissionais |
| Avaliações da crítica  | Avaliações da crítica  |
| Fonte                  | Avaliação              |
| ---------------------- | ---------------------- |
| AllMusic               | [ 1 ]                  |
| Chicago Tribune        | [ 2 ]                  |
| Entertainment Weekly   | C                      |
| The Guardian           | [ 4 ]                  |
| Los Angeles Times      | [ 5 ]                  |
| NME                    | 6/10                   |
| Q                      | [ 7 ]                  |
| Rolling Stone          | [ 8 ]                  |
| Select                 | 3/5                    |
| Spin                   | 6/10                   |

Maladjusted recebeu críticas mistas a desfavoráveis da mídia especializada.
Matt Hendrickson, da Rolling Stone, escreveu que "apesar de sua previsibilidade, Maladjusted é o trabalho musical mais forte de Morrissey desde sua estreia solo de 1988, Viva Hate".

## Lista de faixas
Todas as letras escritas por Morrissey, todas as músicas compostas por Alain Whyte, exceto onde indicado.
| N.º | Título                                                                               | Duração |  |
| 1.  | "Maladjusted"                                                                        | 4:42    |  |
| 2.  | "Alma Matters"                                                                       | 4:48    |  |
| 3.  | "Ambitious Outsiders"                                                                | 3:56    |  |
| 4.  | "Trouble Loves Me"                                                                   | 4:40    |  |
| 5.  | "Papa Jack"                                                                          | 4:33    |  |
| 6.  | "Ammunition"                                                                         | 3:38    |  |
| 7.  | "Wide to Receive"                                                                    | 3:53    |  |
| 8.  | "Roy's Keen"                                                                         | 3:36    |  |
| 9.  | "He Cried"                                                                           | 3:21    |  |
| 10. | "Sorrow Will Come in the End" (não incluída no lançamento britânico, mas no cassete) | 2:51    |  |
| 11. | "Satan Rejected My Soul"                                                             | 2:56    |  |

| reedição de 2009 |                                                                        |         |  |
| N.º              | Título                                                                 | Duração |  |
| 1.               | "Maladjusted"                                                          | 4:42    |  |
| 2.               | "Ambitious Outsiders"                                                  | 3:55    |  |
| 3.               | "Trouble Loves Me"                                                     | 4:39    |  |
| 4.               | "Lost" (lado B do single "Roy's Keen")                                 | 3:54    |  |
| 5.               | "He Cried"                                                             | 3:20    |  |
| 6.               | "Alma Matters"                                                         | 4:47    |  |
| 7.               | "Heir Apparent" (lado B do single "Alma Matters")                      | 3:56    |  |
| 8.               | "Ammunition"                                                           | 3:38    |  |
| 9.               | "The Edges Are No Longer Parallel" (lado B do single "Roy's Keen")     | 5:04    |  |
| 10.              | "This Is Not Your Country" (lado B do single "Satan Rejected My Soul") | 7:24    |  |
| 11.              | "Wide to Receive"                                                      | 3:53    |  |
| 12.              | "I Can Have Both" (lado B do single "Alma Matters")                    | 4:05    |  |
| 13.              | "Now I Am a Was" (lado B do single "Satan Rejected My Soul")           | 2:35    |  |
| 14.              | "Satan Rejected My Soul"                                               | 2:55    |  |
| 15.              | "Sorrow Will Come in the End"                                          | 2:54    |  |

## Ficha técnica
Créditos adaptados do encarte de Maladjusted.
- Morrissey – vocal
- Alain Whyte – guitarra; piano; vocal de apoio
- Boz Boorer – clarinete, guitarra
- Jonny Bridgwood – baixo
- Spencer Cobrin  bateria
- Steve Lillywhite – produtor

## Posição nas paradas musicais
| Parada (1997)                         | Melhor posição |
| ------------------------------------- | -------------- |
| Austrália (ARIA)                      | 62             |
| 70                                    |                |
| França (SNEP)                         | 27             |
| Alemanha (Offizielle Deutsche Charts) | 76             |
| Suécia (Sverigetopplistan)            | 10             |
| Reino Unido (Official Albums Chart)   | 8              |
| Estados Unidos (Billboard 200)        | 61             |

| Parada (2009)  | Melhor posição |
| -------------- | -------------- |
| Irlanda (IRMA) | 97             |